# Kathedrale von Mar del Plata

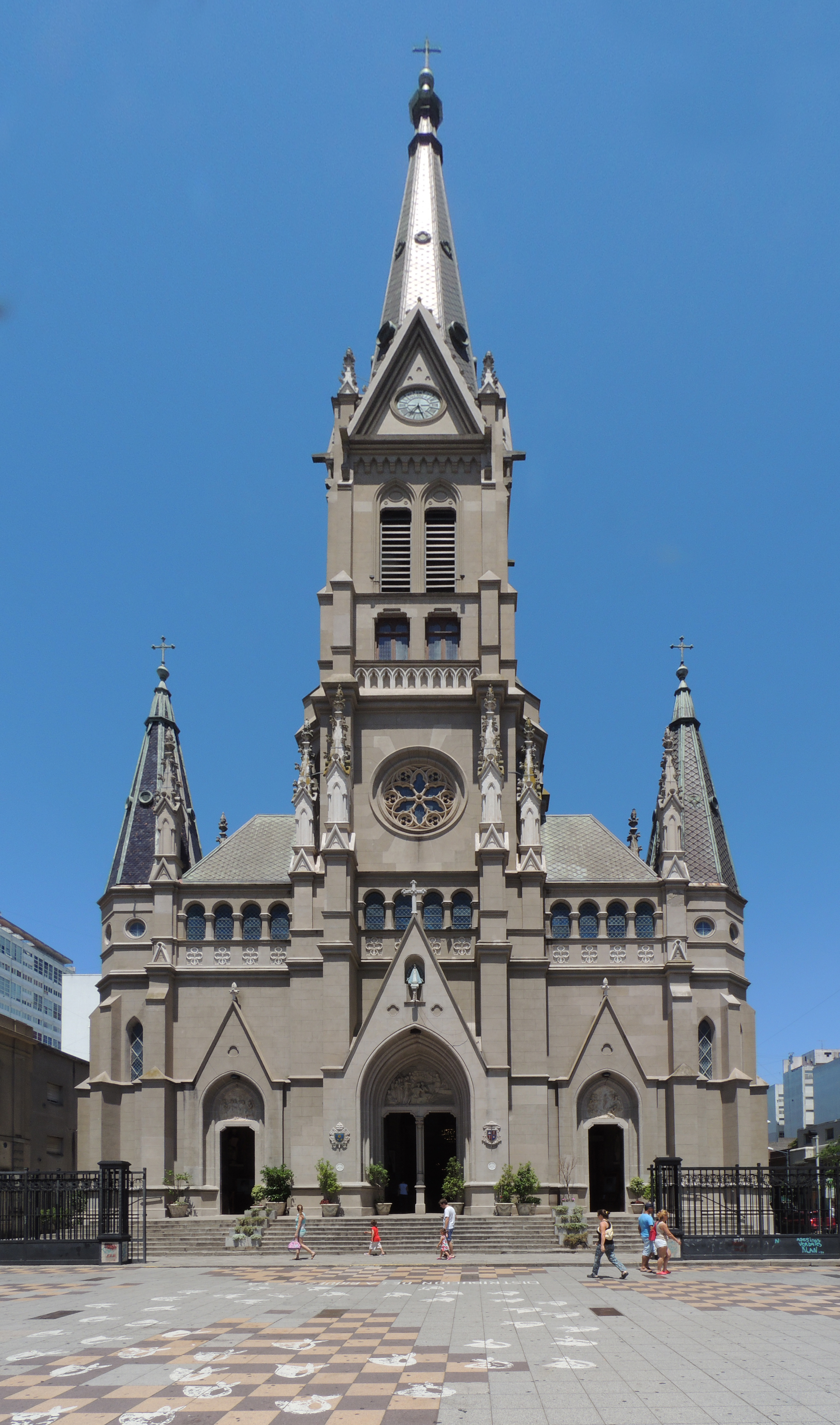
Fassade der Kathedrale

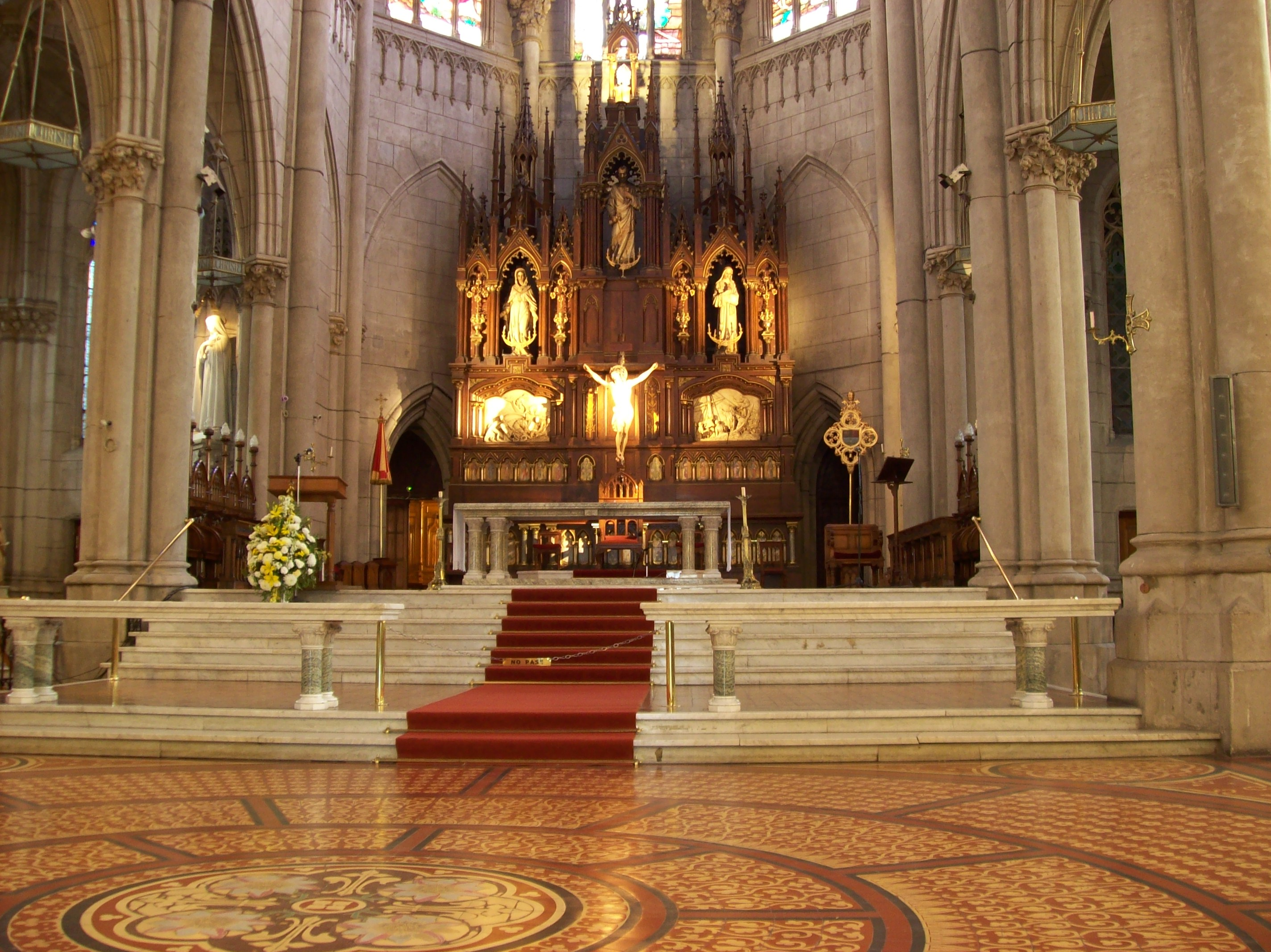
Altarraum

Die Kathedrale von Mar del Plata oder Kathedralbasilika St. Peter und St. Cäcilia (spanisch Catedral Basílica de los Santos Pedro y Cecilia) ist eine römisch-katholische Kirche in Mar del Plata, in der argentinischen Provinz Buenos Aires. Die Kathedrale des Bistums Mar del Plata ist den hl. Simon Petrus und Cäcilia von Rom gewidmet und trägt den Titel einer Basilica minor.

## Geschichte
In Mar del Plata entwickelte sich Ende des 19. Jahrhunderts der Bädertourismus. Die teilweise sehr wohlhabende Gäste spendeten für eine bedeutsame Kirche als Ersatz für die Kapelle St. Cäcilia. Zusammen mit der Unterstützung lokaler Behörden konnte am 18. Januar 1893 der Grundstein gelegt werden. Der erste Gottesdienst wurde 1897 in der noch unfertigen Kirche gefeiert. Am 12. Februar 1905 segnete Monsignore Terrero den fertigen Teil der Kirche.
Im Jahr 1913 wurde mit Hilfe einer wesentlichen Spende die große Sakristei, das Pfarrhaus und das Baptisterium gebaut, im Jahr 1920 folgte die Krypta unter dem Hauptaltar. 1924 verlieh Papst Pius XI. der Kirche den Titel einer Basilica minor. Mit Schaffung des Bistums Mar del Plata durch Papst Pius XII. wurde die Basilika 1957 zur Kathedrale erhoben.

## Beschreibung
Die Kathedrale von Mar del Plata wurde im neugotischen Stil erbaut. Die dreischiffige Basilika mit Querschiff hat eine Länge von 67 Metern und eine Breite von 20 Metern, die Kreuzrippengewölbe des Mittelschiffs ragen ebenfalls 20 Meter hoch. Ein 60 Meter hoher Glockenturm überragt die Fassade mit zwei Außentürmen. Die fünf Glocken mit einem maximalen Gewicht von 3075 kg wurden 1929 von der französischen Glockengießerei Paccard erschmolzen. Das Rosettenfenster des Turmes hat einen Durchmesser von drei Metern. Die unteren Buntglasfenster des Kirchenschiffs stammen aus Argentinien, die Fenster des Obergadens meist aus Metz, Frankreich.
Die Kirche ist mit einer Vielzahl an Altären und Statuen geschmückt. Der Hauptaltar wurde vom Architekten Pedro Benoit entworfen und in Frankreich hergestellt. Er hat ein hölzernes Altarretabel im neugotischen Stil. Es zeigt die Jungfrau von Luján, Patronin von Argentinien, die Heiligen Simon Petrus, Kassia und Johanna Franziska von Chantal um den gekreuzigten Christus.
Über dem Eingangsbereich wurde die Orgel der Firma Giacomo Locatelli aus dem italienischen Bergamo installiert. Über drei Manuale und eine Pedalerie werden in 36 Registern etwa 3000 Pfeifen angesteuert. Die Orgel aus dem Jahr 1906 wurde im Rahmen einer umfassenden Kirchenrestaurierung 2005 aus Anlass des 100. Jahrestag der der Kirche wieder vollständig spielbar gemacht.